# Collar (finanzas)
En finanzas el collar es un instrumento de cobertura que se utiliza,  en los préstamos con interés variable, para limitar el riesgo de subida del tipo de interés entre dos bandas.
El collar es una operación en la que se combinan dos figuras o contratos el "cap" y el "floor". El resultado de estos contratos es que el prestatario se garantiza el pago de un tipo de interés que oscila entre un mínimo y un máximo que figuran en los contratos suscritos, a cambio del pago de una prima.

## Cap
Cuando alguna persona o entidad solicita un préstamo a tipo de interés variable corre un riesgo por la  subida posible del tipo de interés, este riesgo se denomina riesgo de tipo de interés. 
Si la empresa desea evitar las posibles subidas del tipo, puede adquirir un denominado cap (techo o límite superior) que es un acuerdo por el cual el prestatario asegura el tipo de interés máximo que pagará en un préstamo, a cambio el prestatario debe pagar un prima a la entidad con la que contrata el cap.

## Floor
El floor (suelo) funciona de forma inversa al cap. 
Cuando alguien realiza una inversión o depósito que recibe una remuneración variable dependiente de un índice de tipo como puede ser el euribor, corre también un riesgo, en este caso de que el tipo de interés descienda y vea disminuida su rentabilidad. 
El inversor puede adquirir un floor, por el cual contrata con una entidad, que si el tipo de interés desciende por debajo de un límite mínimo recibirá una determinada cantidad a cambio deberá pagar una prima o precio por este aseguramiento.

## Combinación de cap y floor
El collar es una forma de disminuir para un prestatario, el riesgo de cambio de tipo de interés de una forma más limitada que con un cap, pero también más barata. En el collar, el prestatario adquiere un cap pero a la vez vende un floor. 
De esta manera:
- Si el tipo de interés supera la barrera marcada cobrará por el cap comprado y  no tendrá que pagar nada por el floor vendido.
- Si el tipo de interés se mueve entre el límite máximo y mínimo de los dos contratos, ni cobrará nada ni pagará nada por estos contratos.
- Si el interés baja por debajo del límite contenido en el contrato de floor, entonces deberá pagar por este contrato hasta el mínimo establecido.

De esta manera sucede que cuando el tipo es alto, la carga de interés se ve rebajada por lo que cobra del cap, y cuando el interés es bajo, aunque la carga de intereses se rebaja, pero al añadir los pagos del floor se paga el mínimo pactado.
El efecto de estas dos operaciones contrarias, abarata el coste de la operación, pero elimina la posibilidad de beneficiarse de una caída de los tipos de interés por debajo del mínimo pactado en el floor.

### Coste del collar
El coste que tiene el prestatario es la diferencia entre la prima que paga por el cap y la prima que recibe por el floor. Existen collar de coste nulo en los que la prima cobrada por el floor es igual a la pagada por el cap, todo dependerá de los límite que se hayan fijado en los contratos pactados.

## Ejemplo
La empresa QQQ solicita un préstamo de un millón de euros, el tipo de interés que pagará cada año será el euribor.
Para limitar el tipo que quiere pagar contrata un cap, con un subyacente de un millón de euros, con límite del 8%, por el que pagará una prima de 8.000€ y a la vez vende un floor con tipo de interés mínimo del 2%, por el que cobra 2.000€. Veremos lo que sucede con las posibles oscilaciones del tipo de interés al cabo de un año:
| Euribor | Interés pagado al banco | Cobro por el cap | Pago por el floor | Total pagado - total cobrado |
| ------- | ----------------------- | ---------------- | ----------------- | ---------------------------- |
| 10%     | 100.000                 | 20.000           | 0                 | 80.000                       |
| 9%      | 90.000                  | 10.000           | 0                 | 80.000                       |
| 8%      | 80.000                  | 0                | 0                 | 80.000                       |
| 7%      | 70.000                  | 0                | 0                 | 70.000                       |
| 3%      | 30.000                  | 0                | 0                 | 30.000                       |
| 2%      | 20.000                  | 0                | 0                 | 20.000                       |
| 1%      | 10.000                  | 0                | 10.000            | 20.000                       |

El resultado es que la empresa QQQ ha pagado una prima neta 6.000€ (8.000 - 2.000) y a cambio se ha garantizado que los intereses que ha pagado durante este año han oscilado entre el 2% y el 8%. A cambio como ya se mencionó anteriormente no se ha beneficiado de la bajada de los tipos de interés por debajo del 2%.